# 괴산군수 관사
괴산군수 관사(槐山郡守 官舍)는 충청북도 괴산군 괴산읍 동부리에 있는 일제강점기의 건축물이다. 2004년 12월 31일 대한민국의 국가등록문화재 제144호로 지정되었다.

## 개요
1919년 무렵 건립된 이 건물은 이 지역 유지인 최부자가 1950년에 기증한 것으로, 현재에도 괴산 군수 관사로 사용되고 있다. 근대기에 세워진 현존하는 관사들은 대부분 외래 양식 건축물이지만, 괴산 군수 관사는 전통 한옥의 형태를 갖추고 있다는 점에서 의의가 크다. 중앙에 솟을대문을 두고 있는 대문간채, ‘ㅡ’자형의 사랑채, ‘ㄱ’자형의 안채로 구성되어 있다. 내부 평면의 실 구성 및 배치는 변화하는 생활 방식에 따라 많은 부분이 변경되거나 증·개축되었지만, 외관은 예전의 모습을 잘 유지하고 있다.

## 참고 자료
- 괴산군수 관사 - 국가유산청 국가유산포털